# Société mycologique de France

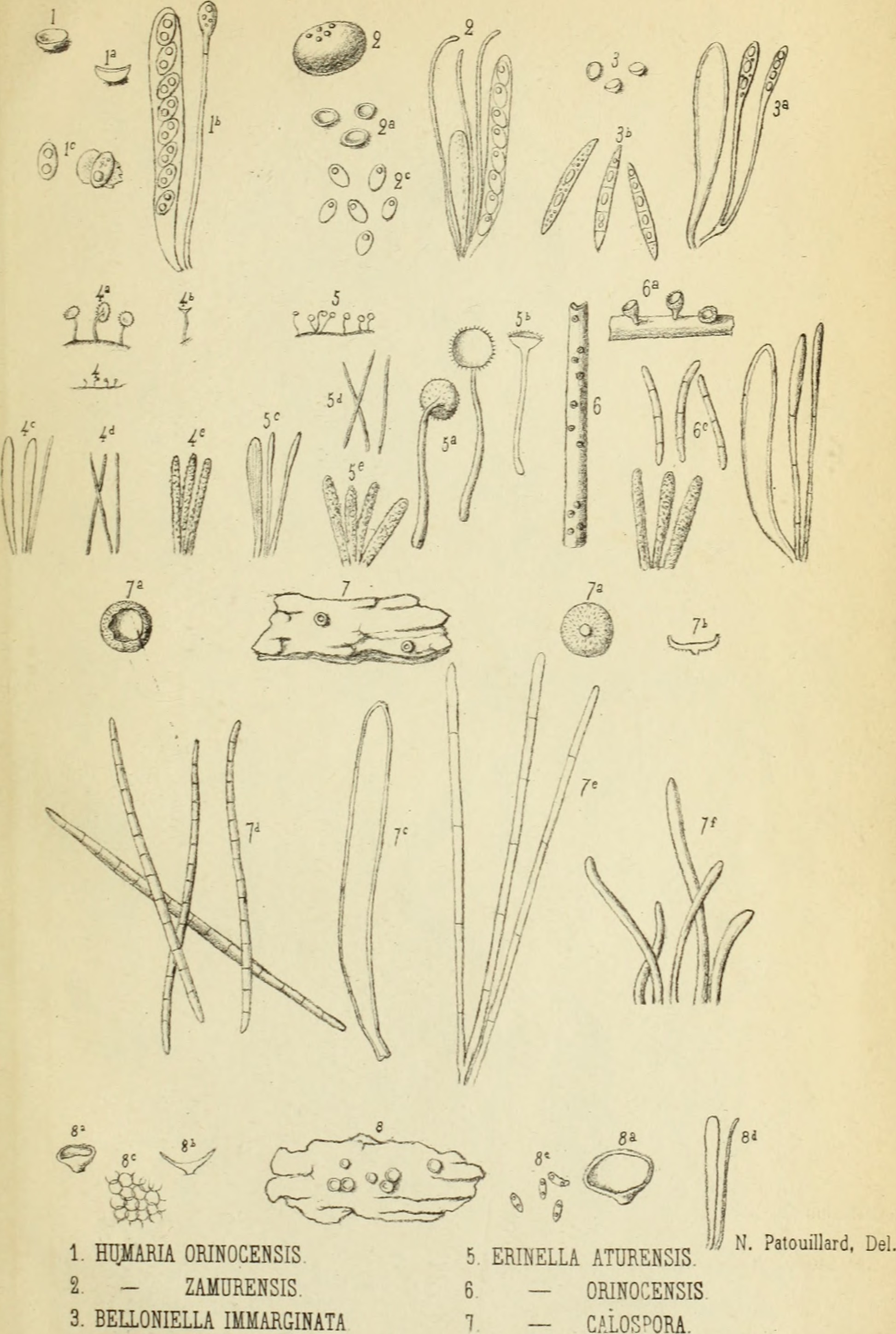
Strona numeru z 1885 r.

Société mycologique de France (w publikacjach cytowane jako Soc. mycol. Fr.) – czasopismo naukowe (kwartalnik) wydawane przez Francuskie Towarzystwo Mykologiczne (Société mycologique de France). Publikowane w nim były artykuły z różnych dziedzin mykologii. Wydawane było w latach 1884–1923. Od 1924 roku czasopismo wychodziło pod tytułem Bulletin trimestriel de la Société mycologique de France, a po 1999 r. pod tytułem Bulletin de la Société mycologique de France. Artykuły napisane są w języku francuskim, ich streszczenia w języku angielskim i francuskim.
Prawa autorskie do artykułów i ilustracji już wygasły. Numery czasopisma zostały zdigitalizowane i są dostępne w internecie. Opracowano 5 istniejących w internecie skorowidzów umożliwiających odszukanie artykułu:
- Title – na podstawie tytułu
- Author – na podstawie nazwiska autora
- Date – według daty
- Collection – według grupy zagadnień
- Contributor – według instytucji współpracujących

Istnieje też skorowidz alfabetyczny obejmujący wszystkie te grupy zagadnień.